# Noah Kenshin Browne
Noah Kenshin Browne (ブラウン ノア 賢信 Browne Noah Kenshin?), född 27 maj 2001, är en japansk fotbollsspelare.
Browne började sin karriär 2019 i Yokohama F. Marinos. 2020 flyttade han till Kamatamare Sanuki. 2021 flyttade han till Mito HollyHock.